# Slovenië op het Eurovisiesongfestival 2024

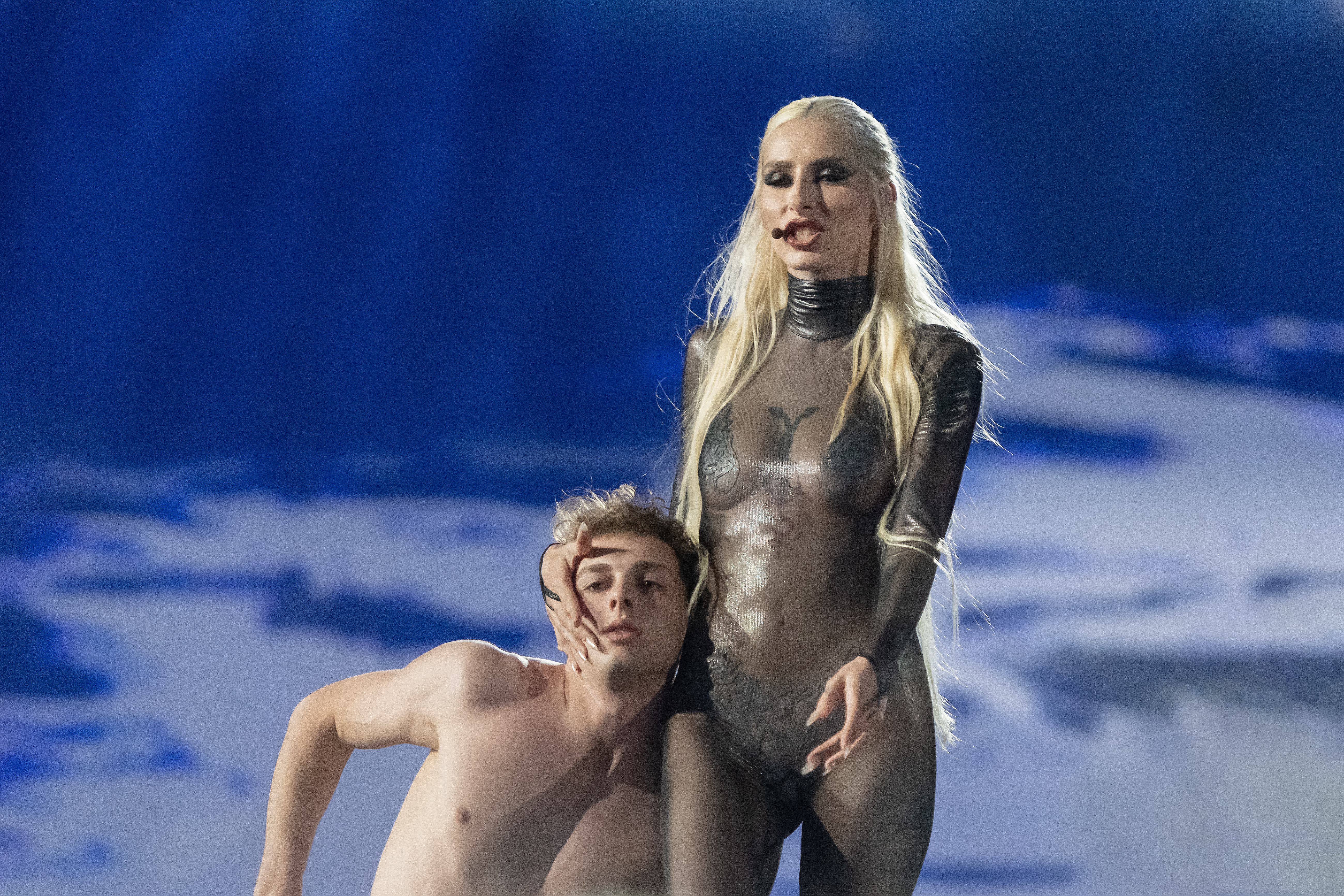
Raiven tijdens de repetities van de eerste halve finale in Malmö.

Slovenië nam deel aan het Eurovisiesongfestival 2024 dat op 7, 9 en 11 mei 2024 werd gehouden in de Zweedse stad Malmö. Dit was de 30e keer dat het land deelnam aan het festival.

## Selectieprocedure
Op 19 september 2023 bevestigde Sloveense omroep RTVSLO dat het zou deelnemen aan de 68e editie van de wedstrijd, dit werd ook bevestigd toen de EBU op 5 december 2023 de volledige landenlijst met 37 deelnemers bekend maakte. De omroep had oorspronkelijk een nationale selectie gepland: Misija Malmö. De winnaar van deze wedstrijd zou naar Zweden afreizen. Echter werd op 5 december 2023 bekendgemaakt dat de internationale jury's die naar alle songs hadden geluisterd een duidelijke favoriet hadden. De nationale selectie kwam hiermee te vervallen, een week later werd de desbetreffende artiest bekendgemaakt worden. Op 12 december werd de 27 jaar oude Raiven naar voren geschoven met haar lied Veronika . Het lied zal op 20 januari 2024 aan het publiek worden gepresenteerd.

## In Malmö
In Malmö trad Raiven aan in de eerste halve finale. Ze stootte door naar de grote finale op 11 mei 2024 waar ze aantreedt als 22ste act tussen de topfavorieten Zwitserland en Kroatië. Raiven behaalde de 23ste plaats. 
1993 · 1994 · 1995 · 1996 · 1997 · 1998 · 1999 · 2000 · 2001 · 2002 · 2003 · 2004 · 2005 · 2006 · 2007 · 2008 · 2009 · 2010 · 2011 · 2012 · 2013 · 2014 · 2015 · 2016 · 2017 · 2018 · 2019 · 2020 · 2021 · 2022 · 2023 · 2024 · 2025
Albanië · Armenië · Australië · Azerbeidzjan · België · Cyprus · Denemarken · Duitsland · Estland · Finland · Frankrijk · Georgië · Griekenland · Ierland · IJsland · Israël · Italië · Kroatië · Letland · Litouwen · Luxemburg · Malta · Moldavië · Nederland · Noorwegen · Oekraïne · Oostenrijk · Polen · Portugal · San Marino · Servië · Slovenië · Spanje · Tsjechië · Verenigd Koninkrijk · Zweden · Zwitserland